# Kim Do-kyun
Kim Do-kyun (* 13. Januar 1977 in Yeongdeok) ist ein ehemaliger südkoreanischer Fußballspieler und -trainer. Er spielte für Ulsan Hyundai, Seongnam Ilhwa Chunma und Chunnam Dragons in Südkorea und für Kyōto Sanga in Japan.
Im Jahr 1997 nahm er an der Junioren-Fußballweltmeisterschaft 1997 in Malaysia teil, 2000 an den Olympischen Sommerspielen 2000 für Fußball in Australien und am CONCACAF Gold Cup in den USA.